# Aphrastobracon antefurcalis
Aphrastobracon antefurcalis är en stekelart som först beskrevs av Szepligeti 1915.  Aphrastobracon antefurcalis ingår i släktet Aphrastobracon och familjen bracksteklar. Utöver nominatformen finns också underarten A. a. longiseta.